# (4836) Medonte
(4836) Medonte es un asteroide que forma parte de los asteroides troyanos de Júpiter y fue descubierto el 2 de febrero de 1989 por Carolyn Jean S. Shoemaker desde el observatorio del Monte Palomar, Estados Unidos.

## Designación y nombre
Medonte recibió al principio la designación de 1989 CK1.
Más adelante, en 1991, se nombró por Medonte, un personaje de la mitología griega.

## Características orbitales
Medonte orbita a una distancia media del Sol de 5,199 ua, pudiendo alejarse hasta 5,767 ua y acercarse hasta 4,632 ua. Su excentricidad es 0,1091 y la inclinación orbital 19,41 grados. Emplea 4330 días en completar una órbita alrededor del Sol.

## Características físicas
La magnitud absoluta de Medonte es 9,5. Tiene 67,73 km de diámetro y un periodo de rotación de 9,838 horas. Se estima su albedo en 0,061.